# Gabriela Rocha (álbum)
Gabriela Rocha é o primeiro EP da cantora brasileira Gabriela Rocha, lançado em novembro de 2016 pela gravadora Sony Music Brasil.
A obra contém três músicas inéditas produzidas por Hananiel Eduardo, prévias do show Até Transbordar. Também lançadas como videoclipes dirigidos por Hugo Pessoa, as faixas alcançaram milhões de visualizações na VEVO.

## Faixas
1. "Atos 2"
2. "Me Transformou"
3. "Meu Salvador"